# Batalha de Adrianópolis (1205)
A Batalha de Adrianópolis foi travada em 14 de abril de 1205 nas proximidades de Adrianópolis (moderna Edirne, na Turquia) entre as forças do Império Búlgaro e do Império Latino. Numa vitória decisiva, os búlgaros conseguiram capturar o imperador latino Balduíno I de Constantinopla (r. 1194–1205) e infligiram pesadas baixas ao exército latino. A principal fonte para esta batalha é o relato da "Crônica" de Godofredo de Vilearduin.

## Contexto
Os exércitos da Quarta cruzada desviaram de seu objetivo declarado de conquistar Jerusalém e, ao invés disso, capturaram e saquearam a capital bizantina, Constantinopla, em 1204. O Império Búlgaro e os estados sucessores bizantinos logo se uniram para enfrentar a nova ameaça representada pelo Império Latino.

## A batalha
As forças búlgaras eram lideradas pelo czar Joanitzes da Bulgária (r. 1197–1207) e os cruzados, pelo imperador Balduíno. Os búlgaros levaram a melhor depois conseguirem emboscar os latinos com a ajuda das forças cumanas e dos aliados bizantinos. Por volta de 300 cavaleiros foram mortos, incluindo Luís I de Blois (r. 1191–1205), o duque de Niceia. Balduíno foi capturado e acabou morrendo depois na prisão. Os búlgaros seguiram a campanha arrasando boa parte da  Trácia e da Macedônia enquanto o Império Latino se recuperava sob o comando de Henrique de Flandres (r. 1205–1216), que ascendeu ao trono em 20 de agosto de 1206.

## Consequências
Como resultado da batalha, a Bulgária e o Império de Niceia (o principal estado sucessor bizantino) formaram uma aliança contra os latinos de Constantinopla. Em 1207, os búlgaros atacaram novamente e conseguiram matar Bonifácio I de Monferrato na Batalha de Messinópolis. Ele foi decapitado e sua cabeça foi enviada para Joanitzes.